# Magic 〜手をつなごう〜
『Magic〜手をつなごう〜』（マジック・てをつなごう）は、スターダストレビュー52枚目のシングル。2012年2月22日に発売された。DVD付初回限定盤と通常盤の2形態で発売。

## 収録曲
全作曲：根本要

### CD
1. Magic〜手をつなごう〜
作詞：根本要
編曲：添田啓二
TBS系列『日立 世界・ふしぎ発見!』2012年エンディング・テーマ
2. 屋根にノボって（Live Version）
作詞：林紀勝
編曲：スターダストレビュー
（30th Anniversary 楽園音楽祭2011 in 日比谷野外大音楽堂より）
3. Syncopation Love （Live Version）
作詞：根本要/寺田正美 編曲:スターダストレビュー
（30th Anniversary 楽園音楽祭2011 in 日比谷野外大音楽堂より）
4. Magic〜手をつなごう〜（Back Track）

### DVD
（初回限定盤のみ：20th Anniversary Tour スピンオフ「おいしいトコロをちょっとずつ 昼どき&夜どき2時間スペシャル」東京・赤坂BLITZ夜どき公演より） 
1. こしゃくなレディ
2. 君のすべてが悲しい
3. ブラックペッパーのたっぷりきいた私の作ったオニオンスライス